# 奧爾德敦 (密西西比州卡爾霍恩縣)
奧爾德敦（英語：Old Town）是位於美國密西西比州卡爾霍恩縣的鬼鎮。

## 歷史
奧爾德敦原名哈特福德（Hartford），郵局於1852年設立，1854年停運後又於1896年重開，最終在1912年結業。

## 地理
奧爾德敦所處的海拔為高於海平面81米（即266英呎），而該地所採用的時區為UTC-6，即北美中部時區（CST）。同時該地設有夏令時間，為UTC-6調快一小時，即UTC-5（CDT）。